# Taipei chinois aux Jeux olympiques d'hiver de 1998
La République de Chine participe sous le nom de Chinese Taipei aux Jeux olympiques d'hiver de 1998, organisés à Nagano au Japon. Ce pays prend part à ses septièmes Jeux olympiques d'hiver. Les sept athlètes de la délégation de remportent pas de médaille.

## Athlètes engagés

### Bobsleigh
| Bob   | Athlètes                      | Épreuves   | Manche 1 | Manche 1 | Manche 2 | Manche 2 | Manche 3 | Manche 3 | Manche 4 | Manche 4 | Total         | Total |
| Bob   | Athlètes                      | Épreuves   | Temps    | Rang     | Temps    | Rang     | Temps    | Rang     | Temps    | Rang     | Temps         | Rang  |
| ----- | ----------------------------- | ---------- | -------- | -------- | -------- | -------- | -------- | -------- | -------- | -------- | ------------- | ----- |
| TPE-1 | Sun Kuang-Ming Cheng Jin-Shan | Bob à deux | 56 s 84  | 34       | 56 s 86  | 33       | 56 s 71  | 33       | 56 s 93  | 35       | 3 min 47 s 34 | 34    |

| Bob   | Athlètes                                                  | Épreuves     | Manche 1 | Manche 1 | Manche 2 | Manche 2 | Manche 3 | Manche 3 | Total         | Total |
| Bob   | Athlètes                                                  | Épreuves     | Temps    | Rang     | Temps    | Rang     | Temps    | Rang     | Temps         | Rang  |
| ----- | --------------------------------------------------------- | ------------ | -------- | -------- | -------- | -------- | -------- | -------- | ------------- | ----- |
| TPE-1 | Sun Kuang-Ming Duh Maw-Sheng Chang Mau-San Cheng Jin-Shan | Bob à quatre | 55 s 30  | 27       | 55 s 13  | 26       | 55 s 52  | 26       | 2 min 45 s 95 | 26    |

### Luge

#### Homme
| Athlète           | Manche 1 | Manche 1 | Manche 2 | Manche 2 | Manche 3 | Manche 3 | Manche 4 | Manche 4 | Total          | Total |
| Athlète           | Temps    | Rang     | Temps    | Rang     | Temps    | Rang     | Temps    | Rang     | Temps          | Rang  |
| ----------------- | -------- | -------- | -------- | -------- | -------- | -------- | -------- | -------- | -------------- | ----- |
| Hsieh Hsiang-Chun | 54 s 192 | 31       | 53 s 093 | 31       | 53 s 325 | 29       | 54 s 159 | 30       | 3 min 34 s 769 | 30    |

#### Femme
| Athlète     | Manche 1 | Manche 1 | Manche 2 | Manche 2 | Manche 3 | Manche 3 | Manche 4 | Manche 4 | Total          | Total |
| Athlète     | Temps    | Rang     | Temps    | Rang     | Temps    | Rang     | Temps    | Rang     | Temps          | Rang  |
| ----------- | -------- | -------- | -------- | -------- | -------- | -------- | -------- | -------- | -------------- | ----- |
| Lee Yi-Fang | 55 s 052 | 29       | 55 s 217 | 29       | 56 s 648 | 29       | 53 s 117 | 27       | 3 min 40 s 034 | 29    |

### Patinage artistique

#### Homme
| Athlète   | SP | FS              | TFP             | Rang |
| --------- | -- | --------------- | --------------- | ---- |
| David Liu | 27 | N'a pas terminé | N'a pas terminé | –    |